# Avalon High
Avalon High är en film från 2010, baserad på Meg Cabots bok med samma namn. Den hade premiär på Disney Channel den 12 november 2010 i USA, 22 januari 2011 i Australien och Nya Zeeland, 28 januari 2011 i Storbritannien, 29 januari 2011 i Tyskland och 27 maj 2011 i Sverige. Huvudrollerna spelas av Britt Robertson, Gregg Sulkin, Joey Pollari, Molly C. Quinn, Christopher Tavarez och Devon Gray.

## Handling
Allie Pennington (Britt Robertson) börjar i en ny skola (Avalon High) där hon upptäcker att hennes nya klasskamrater är reinkarnationer av Kung Arthur och hans hov. Efter att hon har träffat Will Wagner som tros vara reinkarnationen av Kung Arthur börjar hennes uppdrag att stoppa de onda makterna som vill avsätta Kung Arthur.

## Rollista
- Britt Robertson som Allie Pennington/reinkarnationen av Kung Arthur. Dotter till Mr. och Mrs. Pennington. Man trodde att hon var "Lady of the lake". Kär i Will.
- Gregg Sulkin som Will Wagner. Allie är kär i honom. Man trodde att han Kung Arthur.
- Joey Pollari som Miles/reinkarnationen av Merlin. Han kan se in i framtiden och är Allies bästa vän.
- Devon Gray som Marco/medlem av Björnens order. Wills styvbror. Trodde han var Mordred.
- Molly C. Quinn som Jen/reinkarnationen av Guinevere. Wills flickvän i början, i slutet hans ex och istället Lances nya flickvän.
- Christopher Tavarez som Lance/reinkarnationen av Lancelot. Wills bästa vän och Jens nya pojkvän.
- Steve Valentine som Mr. Moore/reinkarnationen av Mordred. Historielärare.
- Don Lake som Mr Pennington. Allies far.
- Ingrid Park som Mrs. Pennington. Allies mor.
- Craig Hall som Coach Barker. Will och Lances tränare.

## Produktion
Filmningen ägde rum i Auckland i Nya Zeeland från den 3 maj till den 3 juni 2010. Bethells beach användes till slagscenen på stranden.

## Tittare
Filmen sågs av 3,8 miljoner i USA.

## Webbsidor
- Officiell webbplats